# George Heriot's School
George Heriot's School é uma escola primária e secundária independente em Lauriston Place, na Cidade Velha de Edimburgo, na Escócia, com cerca de 1600 alunos, 155 docentes e 80 funcionários não docentes. Foi criada em 1628 como George Heriot's Hospital, pela herança do real ourives George Heriot, e inaugurado em 1659.

## Arquitetura

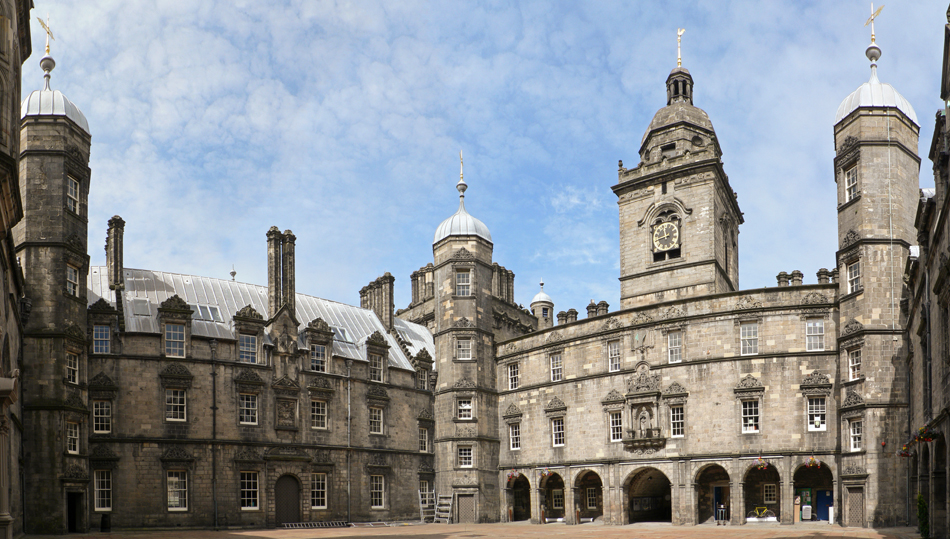
O Quadrilátero.

O edifício principal da escola é notável por sua arquitetura renascentista, a obra de William Wallace, até sua morte em 1631. Ele foi sucedido como mestre pedreiro por William Aytoun, que foi sucedido por sua vez por John Mylne. Em 1676, Sir William Bruce elaborou planos para a conclusão do Heriot's Hospital. Seu projeto, para a torre central da fachada norte, acabou por ser executado em 1693.
A escola é um edifício com torres em torno de um grande pátio, e construído a partir de arenito. A pedra fundamental está inscrita com a data de 1628. A decoração intrincada acima de cada janela é única (com uma exceção emparelhada - aqueles no piso térreo de cada lado da torre central, agora redundante, no lado oeste do prédio). A estátua do fundador podem ser encontrados em um nicho no lado norte do pátio.
O edifício principal foi também o primeiro grande edifício a ser construído fora dos muros da cidade de Edimburgo. Ele fica próximo ao Greyfriars Kirk, construído em 1620, em locais abertos em uma posição excelente, com vista para o castelo diretamente para o norte. Partes da muralha do século XVII (o Wall Telfer) servem como paredes das dependências da escola. Quando construída a fachada frontal do edifício enfrentou a entrada no Grassmarket. Ele foi originalmente a única fachada fachada em pedra de cantaria bem, os outros são escombros, mas em 1833 o entulho as três fachadas foram renovadas em Craigleith com pedra de cantaria. Isso foi feito como as outras fachadas tornando-se mais visível com a nova entrada em Lauriston Place. O trabalho de renovação foi habilmente manipulado por Alexander Black, em seguida, o superintendente de Obras da escola, que viria a criar escolas livres do primeiro Heriot ao redor da cidade.
O portão norte em Lauriston Place é de William Henry Playfair e a data é de 1829. O interior da capela é de James Gillespie Graham (1837), que pode ter sido assistido por Pugin. O edifício da escola primária foi desenhado por Alexander Black em 1838. O bloco de ciências é de John Chesser e sua data é de 1887.
Os terrenos contêm uma seleção de outros edifícios de diferentes idades; que incluem uma piscina e um memorial de guerra de granito, dedicado aos ex-alunos da escola e os professores que morreram na Primeira e Segunda Guerra Mundial.

## História

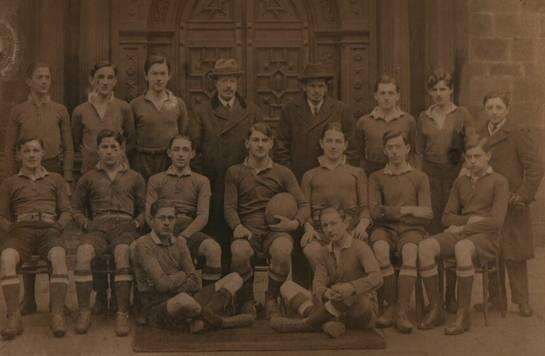
Equipe de Rugby de estudantes sérvios na George Heriot's School, em 1918.

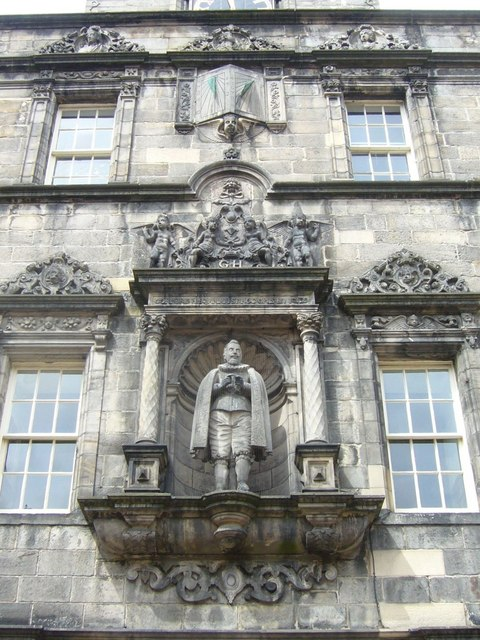
Estátua de George Heriot no quadrilátero.

Em sua morte, em 1624, George Heriot deixou cerca de 25.000 Libras escocesas - o equivalente a várias dezenas de milhões hoje - para fundar um "hospital" (então o nome para este tipo de escola de caridade) para cuidar dos "pobres e órfãos" de Edimburgo.
A construção do Heriot's Hospital (como foi chamado pela primeira vez) foi iniciado em 1628, fora das muralhas da cidade de Edimburgo. Foi concluída a tempo de ser ocupada por forças inglesas de Oliver Cromwell durante a invasão da Escócia durante a Terceira Guerra Civil Inglesa; o prédio foi usado como quartel, com cavalos estabulados na capela.
O hospital foi inaugurado em 1659, com trinta crianças doentes na residência; suas finanças cresceram, e ocuparam outros alunos, além dos órfãos, a quem se pretendia. Na década de 1880, começou a cobrar taxas; no entanto, até hoje ele serve a seu objeto de caridade, oferecendo educação gratuita a crianças órfãs, denominados "fundadores". Em 1846 houve uma insurreição no hospital e cinquenta e dois rapazes foram dispensados.
Em 1837 a escola fundou dez "escolas livres" em Edimburgo, educando milhares de alunos em toda a cidade; estas foram fechadas em 1885. Uma delas, com uma cópia de várias das características do edifício original da Lauriston Place, está no extremo leste de Cowgate (hoje servindo como um albergue do Exército de Salvação).
A escola também forneceu fundos para o estabelecimento de uma instituição que mais tarde se fundiu com a Instituição Watt (em homenagem a James Watt) na década de 1870 para formar a Heriot-Watt College, uma escola técnica que se tornou Universidade Heriot-Watt, em 1966.
Em 1979, tornou-se coeducacional, com a chegada das primeiras meninas, e hoje tem cerca de 1.600 alunos.